# Estação Ferroviária de Coina
A estação ferroviária de Coina é uma interface da Linha do Sul, em Portugal, situada entre os municípios de Barreiro e Seixal.

## Descrição

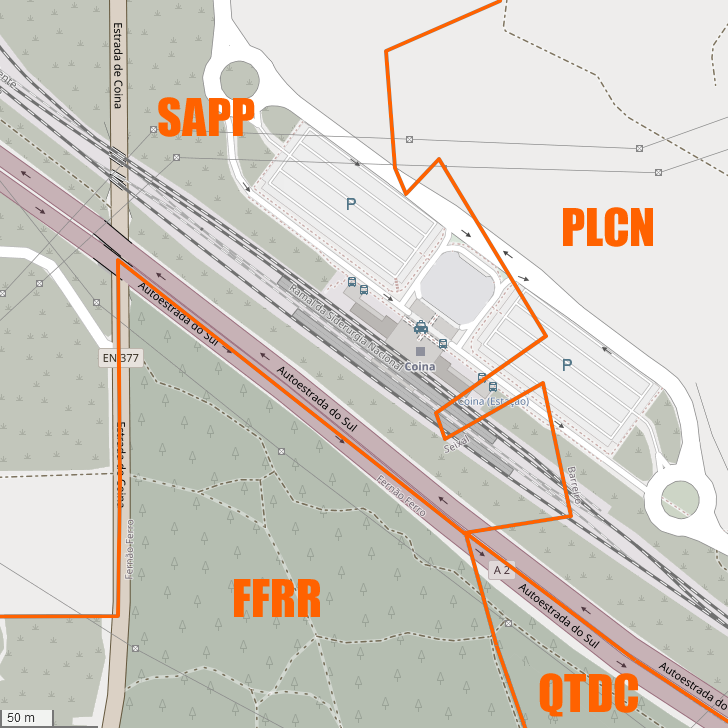
Enquadramento da estação de Coina (mostrando 5 vias) no contexto administrativo-territorial, nas freguesias de Seixal, Arrentela e Aldeia de Paio Pires, Fernão Ferro, Palhais e Coina, e Quinta do Conde.

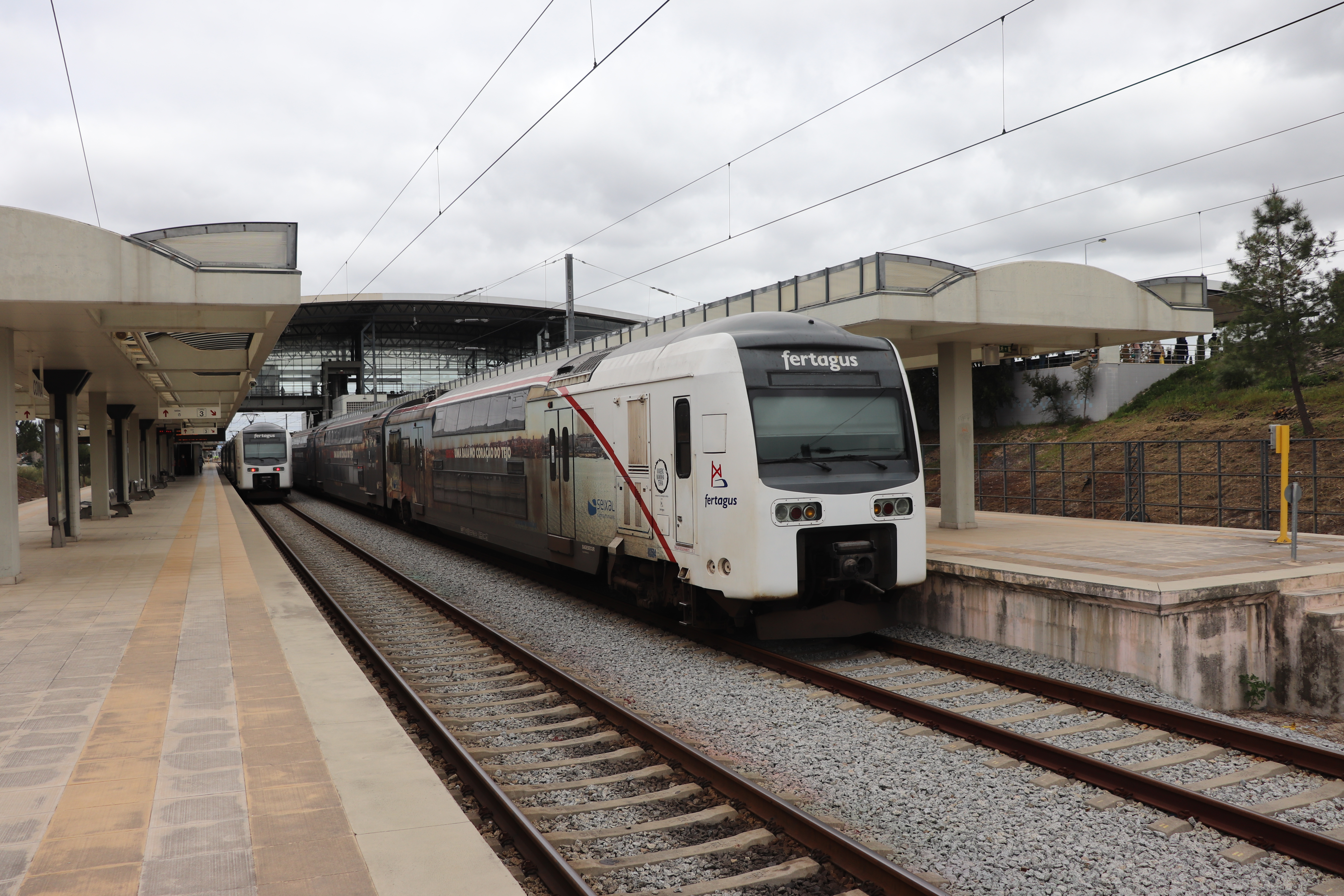
Comboios de passageiros Fertagus em serviço na estação de Coina, em 2022.

### Localização e acessos
Esta interface tem acesso pelo epónimo Largo da Estação Ferroviária de Coina, e serve a área suburbana esparsa do vale da Ribeira de Coina; apesar do seu nome, a estação está maioritariamente localizada no município do Seixal (extremo sudeste da antiga freguesia de Paio Pires), com a linha de demarcação zigzagueando de norte a sul e confinando com o vizinho município do Barreiro, e, aqui, com a freguesia nominal.
Servem esta estação dez carreiras de autocarro: seis da Carris Metropolitana (desde 2022) e quatro dos Transportes Coletivos do Barreiro.

### Infraestrutura
Esta interface apresenta quatro vias de circulação, numeradas de I a IV, com comprimentos entre 270 e 394 m e acessíveis por plataformas com 251 m de comprimento e 90 cm de altura. Da via V, da direção de Campolide A, lado norte, deriva o Ramal da Siderurgia Nacional, ao mesmo PK 22+935.

### Serviços
Esta estação é utilizada exclusivamente pelos serviços da operadora Fertagus (passageiros) e por ela gerida. É o terminal sul do serviço curto da Fertagus, assim prolongado em 2004 do anterior terminal no Fogueteiro.

## História

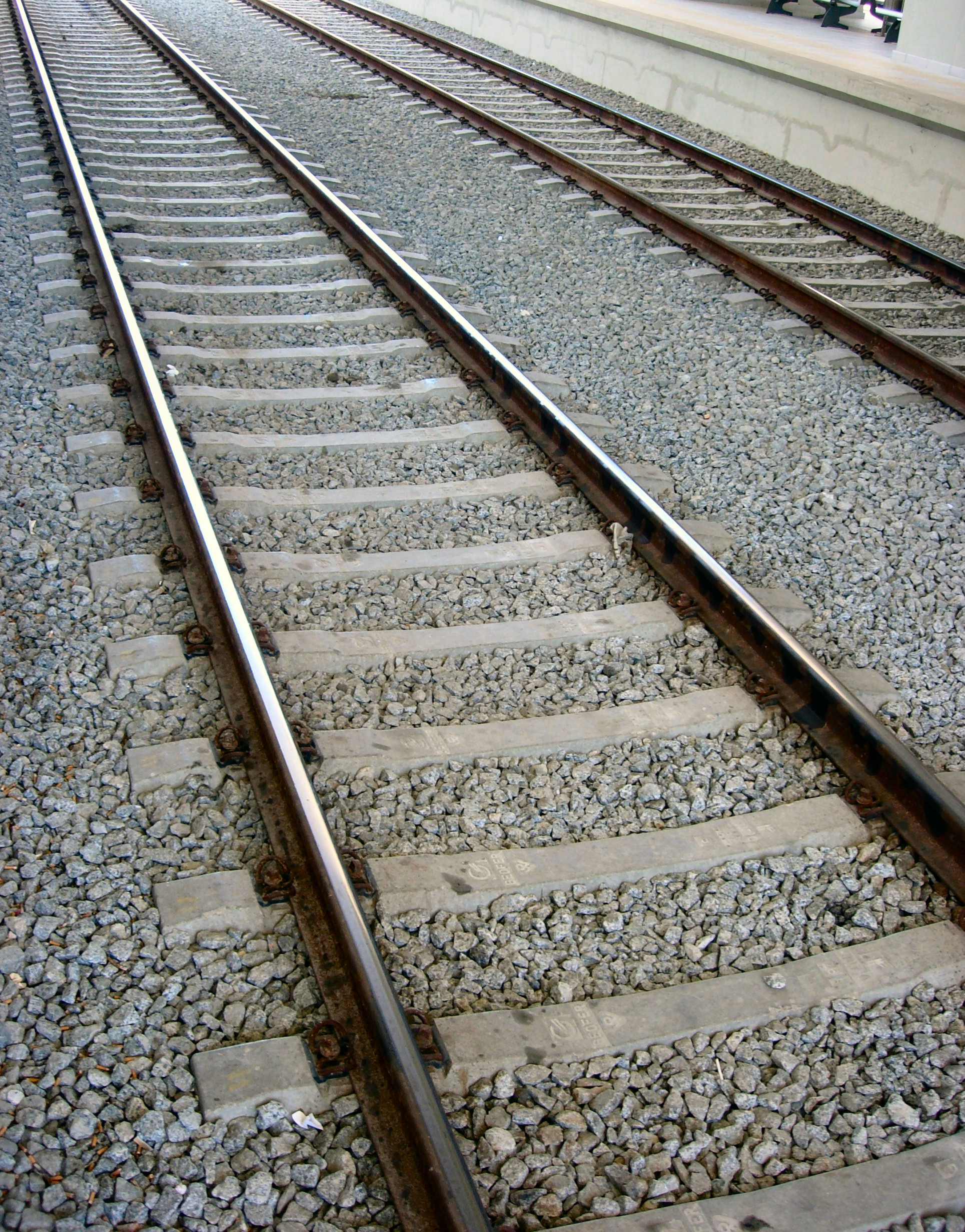
Pormenor da via, em 2005.

O troço da Linha do Sul (ou, melhor, do que mais tarde se viria a reclassificar como Linha do Sul) entre as estações de Coina e Fogueteiro foi construído em 1998, no âmbito do programa do Eixo Ferroviário Norte-Sul. No ano seguinte, foi inaugurado o caminho de ferro pela Ponte 25 de Abril. Embora a linha estivesse construída até aqui, os serviços suburbanos que vinham de Lisboa, explorados pela empresa Fertagus, terminavam no Fogueteiro, sendo este lanço utilizado apenas como acesso às oficinas da Fertagus.
Em 20 de Janeiro de 2003, o Ministro das Obras Públicas, Valente de Oliveira, fez uma viagem experimental entre esta estação e Pinhal Novo, para visitar o andamento dos trabalhos da Linha do Sul naquele troço. Estas obras, cuja conclusão estava prevista para Abril de 2004, permitiram a ligação direta entre o Pinhal Novo e a linha vinda de Lisboa pela Ponte 25 de Abril, permitindo a realização de serviços diretos entre a capital e as regiões do Alentejo e Algarve, e o prolongamento dos comboios suburbanos da Fertagus até Setúbal. Os estudos apuraram que os comboios daquela empresa podia iniciar serviços entre esta estação e Roma-Areeiro, Pinhal Novo e Setúbal. Previa-se que a estação iria ter mil lugares de estacionamento na primeira fase, e que iria receber mais dois mil lugares na segunda fase.

Em 20 de Junho de 2003, foi organizado um comboio especial entre Lisboa e Faro para o transporte do Ministro das Obras Públicas, já Carmona Rodrigues, e outros convidados, igualmente para inspecionar as obras de modernização da Linha do Sul; a comitiva parou nesta estação, onde foi feita uma visita às obras.
| | Esta interface foi inaugurada no dia 6 de Outubro de 2004. Em Janeiro de 2011, apresentava quatro vias de circulação, duas com 280 m de comprimento, e as restantes com 397 e 375 m, respetivamente; as plataformas tinham todas 90 cm de altura e 251 m de extensão — valores mais tarde alterados para os atuais. |
| - História do transporte ferroviário em Portugal - Transporte ferroviário em Portugal - Infraestruturas de Portugal | |